# Lijst van burgemeesters van Wanssum
Dit is een lijst van burgemeesters van de voormalige Nederlandse gemeente Wanssum tot die gemeente in 1969 fuseerde met Meerlo tot de gemeente Meerlo-Wanssum.
| Ambtsperiode | Naam burgemeester                                                  | Partij of stroming | Bijzonderheden                                                                                      |
| ------------ | ------------------------------------------------------------------ | ------------------ | --------------------------------------------------------------------------------------------------- |
| 1800 - 1810  | H. Hoogen                                                          |                    | |
| 1810 - 1815  | P.Th. Peijrega                                                     |                    | |
| 1815 - 1836  | H. Hoogen                                                          |                    | |
| 1836 - 1852  | P. Ponjée                                                          |                    | |
| 1852 - 1880  | mr. C.M.A.A.W.N. baron de Weichs de Wenne                          |                    | |
| 1880 - 1889  | J. Tervooren                                                       |                    | |
| 1889 - 1923  | G.H. Tervooren                                                     |                    | |
| 1923 - 1953  | Joseph Maria Hubertus Franciscus Johannes baron de Weichs de Wenne |                    | tevens burgemeester van Meerlo (1937-1953); kleinzoon van mr. C.M.A.A.W.N. baron de Weichs de Wenne |
| 1954 - 1962  | Joannes Gerardus Antonius Rutten                                   |                    | tevens burgemeester van Meerlo, eerder burgemeester van Broekhuizen                                 |
| 1962 - 1969  | drs. M.J.A.R. (René) Dittrich                                      | KVP                | tevens burgemeester van Meerlo, later burgemeester van Meerlo-Wanssum                               |